# Habib Yammine
 (juillet 2013).
Si vous disposez d'ouvrages ou d'articles de référence ou si vous connaissez des sites web de qualité traitant du thème abordé ici, merci de compléter l'article en donnant les références utiles à sa vérifiabilité et en les liant à la section « Notes et références ».
Habib Yammine est un musicien, compositeur, musicologue et pédagogue libanais, né à Zikrite en 1956.

## Biographie
Il commence l'étude du violon au conservatoire de Beyrouth en 1973. En 1977, il quitte le Liban pour suivre des études de musicologie en France. Auteur d'une thèse universitaire sur la musique des tribus yéménites, il enseigne à l'Université Paris VIII et à la Cité de la musique à Paris. Habib Yammine publie plusieurs articles de référence sur la musique arabe. Ses études sur les traités musicaux de la musique savante  et sa maîtrise de la technique de jeu des tambours comme le riqq, le daff et la derbouka font de lui l'un des meilleurs spécialistes des rythmes arabes.
Percussionniste, et compositeur, il fonde avec Aïcha Redouane l'ensemble al-Adwâr, composé de musiciens égyptiens, libanais, marocains, palestiniens et tunisiens. Cet ensemble se produit dans de nombreux concerts et festivals internationaux. 
Habib Yammine transmet son art à travers les concerts et l'enseignement dans différentes institutions musicales.
Il participe à la composition musicale du morceau intitulé Belicha. Estampie pour flûte à bec, guimbarde kirghiz et tambour sur cadre (Pierre Hamon, John Wright, Habib Yammine) / Opus 111 utilisé pour le film Le Pianiste de Roman Polanski.
Il mène une carrière internationale et est régulièrement invité par les télévisions et radios internationales (France, Canada, Maroc, Allemagne, Italie…).